# Czerewki (województwo podlaskie)
Czerewki (białorus. Чараўкі) – wieś w Polsce położona w województwie podlaskim, w powiecie białostockim, w gminie Juchnowiec Kościelny. Leży w dolinie ujścia rzeki Orlanki do Narwi.
W latach 1975–1998 miejscowość administracyjnie należała do województwa białostockiego.

## Turystyka
Przez miejscowość wiedzie Podlaski Szlak Bociani, łączący Białowieski Park Narodowy z Narwiańskim Parkiem Narodowym.
Wieś znajduje się na terenie Obszaru Specjalnej Ochrony Natura 2000 w Dolinie Górnej Narwi.

## Historia
Według Pierwszego Powszechnego Spisu Ludności z 1921 roku, wieś Czerewki liczyła 15 domostw i zamieszkiwały ją 103 osoby (49 kobiet i 54 mężczyzn), wszyscy mieszkańcy wsi zadeklarowali wówczas białoruską przynależność narodową oraz wyznanie prawosławne. W owym czasie miejscowość znajdowała się w gminie Zawyki.

## Inne

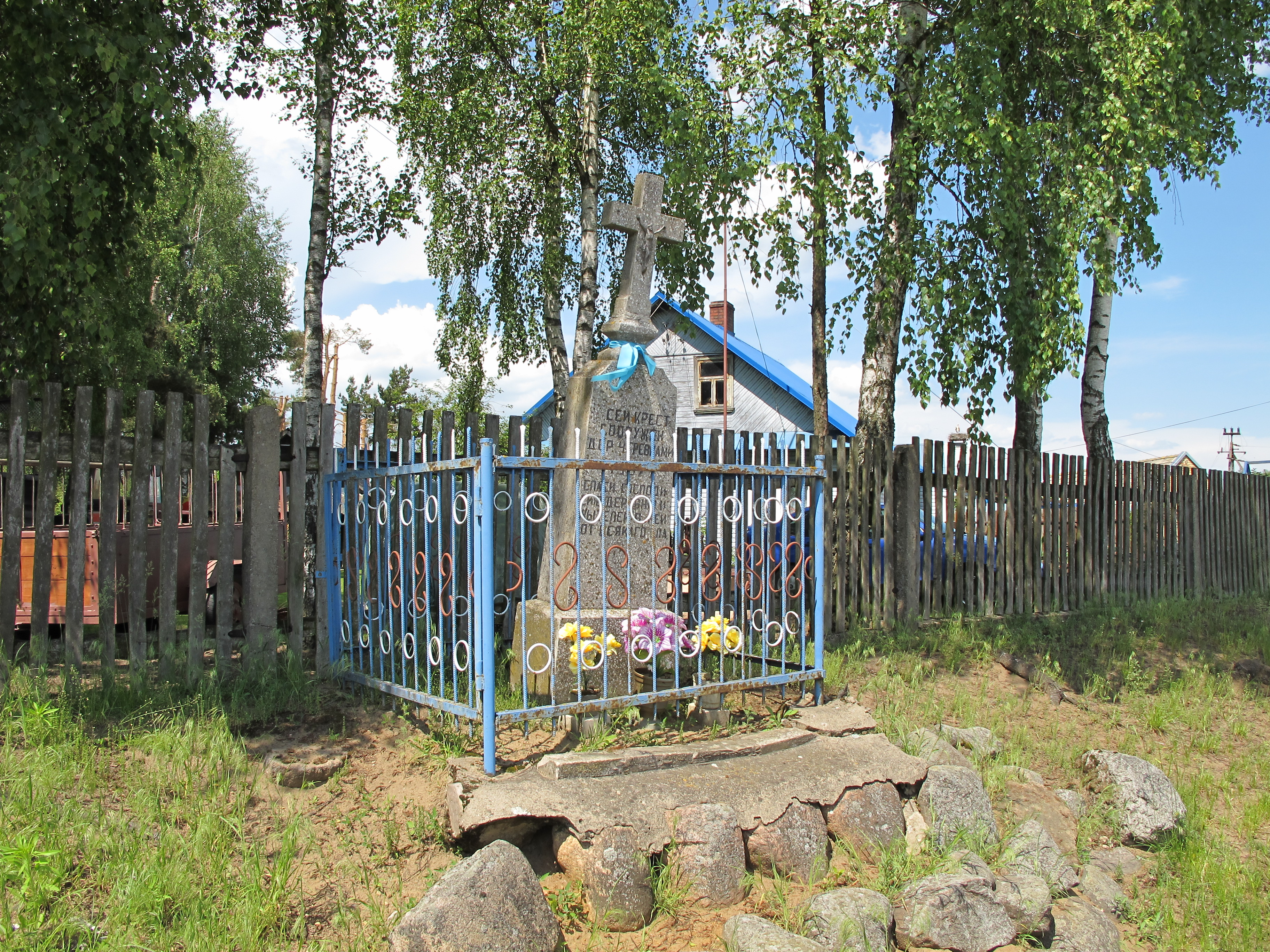
Krzyż wotywny z cyrylicznymi inskrypcjami w Czerewkach

W Czerewkach występuje gwara języka białoruskiego bardzo zbliżona do jego odmiany literackiej. W 1980 r. w ramach badań dialektologicznych przeprowadzonych w Czerewkach pod kierunkiem Janusza Siatkowskiego odnotowano, że podstawowym środkiem porozumiewania się mieszkańców między sobą jest gwara białoruska. Współcześnie jednak gwara ta intensywnie zanika i jeśli jest używana to przez starsze pokolenie mieszkańców wsi.
Prawosławni mieszkańcy wsi przynależą do parafii pw. Podwyższenia Krzyża Pańskiego w niedalekich Kożanach.